# Galidictis
Galidictis I. Geoffroy Saint-Hilaire, 1839 è un genere di mammiferi della famiglia Eupleridae, endemico del Madagascar.

## Tassonomia
Comprende le seguenti specie :
- Galidictis fasciata Gmelin, 1788
- Galidictis grandidieri Wozencraft, 1986